# 厚叶山矾
厚叶山矾（学名：Symplocos crassilimba）为山矾科山矾属下的一个种。

## 扩展阅读
- 維基物種上的相關：厚叶山矾